# TRISPACE
TRISPACE（トライスペース）は、日本のジャズバンド。バンド名は、TRIが3の意、SPACEが空間で、3人の空間が重なってTRISPACEサウンドを作っているという意味合いがある。

## メンバー
- 林祐市 (Yuichi Hayashi)[2] - Piano,Composition
- 大村守弘 (Morihiro Omura) - Bass
- 山下佳孝 (Yoshitaka Yamashita)[3] - Drums

## 略歴
- 2008年
ピアニスト林祐市を中心に、日本を代表するクラブジャズバンドnative (バンド)で活動していたドラマー山下佳孝、ベーシスト大村守弘で結成。
- 2010年
ファーストアルバム「TRISPACE」を全国発売。FMラジオRADIO-iに出演。「CDジャーナル」[4]等の音楽誌において注目盤として取り上げられる。落語家の林家ぼたん、三遊亭窓輝と、落語とジャズの異色コラボレートイベントを行う。
- 2011年
ヨーロッパのインターネットラジオ [5]、ジャズ情報サイト[6]等、多数の海外メディアに取り上げられる。ボーカリスト琳佳のアルバム「copain」に参加。
- 2012年
セカンドアルバム「Aria」を全国発売。FMラジオ「JJazz.net」[7]の番組「Pick Up」にて紹介される。初の全国ツアー「spring tour Aria 2012」を開催。
- 2013年
イタリアのジャズマガジン「Jazz Convention」[8]に取り上げられる。全国ツアー「spring tour 2013」を開催。
- 2014年
初の海外ツアー「Japan - Europa Tour 2014」を開催。スウェーデンの名門nilento studio[9]にてレコーディング、イタリアでのライブツアー[10]をする。イタリアでのライブが、現地新聞Mediterraneo News[11]に掲載される。11月、ジャズレーベルAGATE / Inpartmaint[12]より3rdアルバム「Nightfall」を全国発売。CDジャーナル、Yahoo!のニュース[13]に掲載される。ラジオNIKKEIの番組「テイストオブジャズ」に出演。
- 2015年
全国ツアー「NIGHTFALL Release Tour」を開催。3rdアルバム「Nightfall」が、Tower RecordsのサイトMikikiの2014年度ジャズレヴュートップ10[14]に選出。CBCラジオの番組「渡辺美香のWhat a Wonderful World」に出演。FM新潟、FM富山、FM徳島のラジオ「Mo’ Cool Jazz」に出演。TOKYO FMをキー局にJFN38局で放送されている番組ジェットストリーム[15]に度々選曲される。ドローンを使ったミュージックビデオ「Nightfall」[16]を公開。ジャズフェスティバル「NAGOYA GROOVIN’ SUMMER 2015」[17]に出演。
- 2016年
ジャズフェスティバル「Jazz Connection in NAGOYA」[18]に出演。志野流香道との異色コラボレートコンサートをメニコンANNEX HITOMIホールにて開催し、21代目家元継承者蜂谷宗苾と共演。名古屋を中心に東京、大阪等でライブ開催。
- 2017年
名古屋を中心に東京、大阪等でライブ開催。
- 2018年
結成10周年を記念して、全国ツアー「10th Anniversary Tour」開催。11月、ジャズレーベルAGATE / Inpartmaint[12]より4thアルバム「The Circle」を全国発売。FMラジオ「JJazz.net」[7]の番組「Pick Up」にて紹介される。CBCラジオの番組「渡辺美香のWhat a Wonderful World」に出演。ジャズの全国誌であるJazz Life[19]にレビュー、JAZZ JAPAN[20]にインタビューとレビュー掲載。

## ディスコグラフィー
- TRISPACE（2010年6月16日)
- Aria（2012年1月25日)
- NIGHTFALL（2014年11月9日)
- The Circle（2018年11月9日)